# ديريك لي (لاعب كرة قدم أمريكية)
ديريك لي (بالإنجليزية: Derek Lee)‏ هو لاعب كرة قدم أمريكية أمريكي، ولد في 26 سبتمبر 1981 في كوليج بارك في الولايات المتحدة.